# Joshua Radin
Joshua Radin (* 14. Juni 1974 in Shaker Heights, Cleveland, Ohio) ist ein US-amerikanischer Musiker und Sänger im Bereich des US-amerikanischen Folk.

## Leben
Radin studierte Kunst an der Northwestern University. Anschließend arbeitete er einige Zeit als Kunstlehrer für fünfte und sechste Klassen. Während seines Studiums lernte er den Regisseur und Schauspieler Zach Braff kennen. In dessen ersten Film Garden State ist er in einer Szene kurz zu sehen. Anfang 2004 wurde Radins Song Winter in einer Folge der Serie Scrubs – Die Anfänger mit Zach Braff gespielt. Im Jahr 2004 erschien Radins erste CD First Between 3rd and 4th, eine EP mit sechs Songs. Es folgten musikalische Auftritte in US-amerikanischen Serien, darunter Grey’s Anatomy, Brothers & Sisters, One Tree Hill, Castle (Folge 1x05 Gefrorenes Blut) oder Dr. House. Er war auf dem Soundtrack von Zach Braffs zweitem Film Der letzte Kuss vertreten, danach in den Filmen Closer und Catch and Release. Es folgten Auftritte in den Fernsehshows The Ellen DeGeneres Show, Conan O’Brien, Jimmy Kimmel und CBS Early Show.
Radins Album We Were Here erschien 2006. Seinen ersten Plattenvertrag über mehrere Alben schloss er mit Sony Music Entertainment ab. Später arbeitete er mit dem Independent-Label (MOM+POP) zusammen, bei dem sein zweites Album Simple Times erschien. 2011 steuerte er den Song Paperweight zum Kinofilm Das Leuchten der Stille bei.

## Genre und Trivia
Radins Vorbilder sind Bob Dylan, Cat Stevens und Simon and Garfunkel. Seine klanglichen Markenzeichen sind vor allem eine eingängige, facettenreiche, manchmal verzerrte oder elektronisch bearbeitete Stimme, der auf weiche Gitarrenakkorde sehr reduzierte Sound, der seinen Liedern teilweise Lagerfeueratmosphäre verleiht, sowie das Tempo, welches meistens weit hinter dem amerikanischen Folk Tempo zurückbleibt.

## Diskografie

### Alben
- 2006: We Were Here
- 2008: Simple Times
- 2010: The Rock and the Tide
- 2012: Underwater
- 2013: Wax Wings
- 2015: Onward and Sideways
- 2017: The Fall
- 2019: Here, Right Now
- 2021: The Ghost and the Wall
- 2025: One day home

### Singles
- 2004: Winter
- 2005: Closer
- 2006: The Fear You Won’t Fall
- 2007: Only You (Imogen Heap Mix; exklusiv auf iTunes)
- 2008: I’d Rather Be with You
- 2010: Brand New Day
- 2010: Streetlight
- 2011: I Missed You
- 2012: In Her Eyes

### EPs
- 2004: First Between 3rd and 4th
- 2006: Live Session (iTunes Exclusive)
- 2008: Unclear Sky (iTunes Exclusive)
- 2010: Songs Under a Streetlight
- 2011: Free Acoustic EP
- 2020: Acoustic from Sunset Sound